# Xanthodes aroa
Xanthodes aroa är en fjärilsart som beskrevs av Bethune-Baker 1906. Xanthodes aroa ingår i släktet Xanthodes och familjen trågspinnare. Inga underarter finns listade i Catalogue of Life.